# 米高·迪奧
米高·迪奧（英語：Michael Theo，1981年2月11日—），是一名澳洲職業足球員，司職守門員，現效力澳職球會布里斯班獅吼。
迪奧原名迪奧列托斯（Theoklitos），2010年加盟獅吼後穩站球隊正選，曾於2011年當選澳職最佳門將。2012年及2014年先後贏得總冠軍。